# Amalia Planck
Maria Amalia Gustava Planck, född Gnosspelius den 16 november 1834 i Stockholm, död 21 april 1908 i Linköpings församling, Östergötlands län, var en svensk lärare och företagare. 
Hon drev en korvfabrik och fick ge namn åt "doktorinnan Plancks korv".

## Biografi
Amalia Planck var dotter till kapellmästaren och tonsättaren Wilhelm Theodor Gnosspelius och Amalia Mankell. Hemmet präglades av musik och redan i unga år fick Amalia Planck och hennes systrar uppträda som solister vid Linköpings Musiksällskaps konserter, där fadern dirigerade.
Amalia Planck utbildades i musik vid Musikaliska akademien och arbetade som musiklärare på Östergötlands landsbygd. År 1861 gifte sig hon med läroverksadjunkten Erik Wilhelm Planck. Även efter giftermålet fortsatte hon att ge lektioner i sång och pianospelning. År 1864 bidrog hon till att bilda Musikaliska Sällskapet i Linköping och ledde dess kör under många år.
Tillsammans med några andra kvinnor i Linköpings borgerskap grundade Amalia Planck en soppkokningsanstalt, där stadens fattiga kunde få soppa med bröd. Rörelsen började i liten skala men växte och fanns kvar in på 1940-talet.
Omkring år 1880 började Amalia Planck, för att utöka familjens inkomster, tillverka korv för försäljning. Detta utvecklades snart till en liten korvfabrik och doktorinnan Plancks korv blev en efterfrågad vara i Stockholms charkuteriaffärer. Enligt receptet som kommit att bära hennes namn steks den skivade korven hastigt, som då drar ihop sig och bildar små skålar vilka fylls med ärtor.
Amalia Planck dog 1908 och är begravd på Gamla griftegården i Linköping. Korvtillverkningen togs över av dottern Maria Planck och fortgick till 1935.